# Solignac-sur-Loire

Solignac-sur-Loire este o comună în departamentul Haute-Loire, Franța. În 2009 avea o populație de 1,201 de locuitori.